# Genius (phim)
Genius (tạm dịch: Thần đồng) là một phim hài, giả tưởng do hãng phim Walt Disney Pictures sản xuất. Phim được phát hành ngày 21 tháng 8 năm 1999 tại Bắc Mỹ.

## Nội dung chính
Charlie Boyle, một cậu bé 13 tuổi yêu môn khúc côn cầu, một thiên tài khoa học, nói tóm lại là một thần đồng đang chán ngấy trước tình cảnh không bạn bè. Thật tệ là cậu lại đang học đại học trước tuổi 14 và giúp đỡ một vị giáo sư trong đồ án phá vỡ trong lực. Cậu phải vừa đi học đại học, vừa đi học ở một trường cấp 2 để ngỏ ý làm quen với cô bạn gái Claire Addison. Mọi chuyện không phải dễ khi phải làm hai con người hoàn toàn khác nhau...

## Diễn viên
- Trevor Morgan vai Charlie Boyle/Chaz Anthony
- Emmy Rossum vai Claire Addison
- Charles Fleischer vai Dr. Krickstein
- Yannick Bisson vai Mike MacGregor
- Peter Keleghan vai Dean Wallace
- Philip Granger vai Coach Addison
- Jonathon Whittaker vai Dad Boyle
- Patrick Thomas vai Odie
- Matthew Koller vai Deion
- Chuck Campbell vai Hugo Peplo
- Eli Ham vai Omar Sullivan
- Darryl Pring vai Bear Berczinski